# Mariano Paredes y Arrillaga

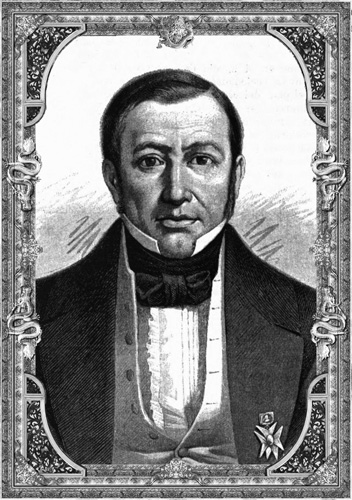
Mariano Paredes y Arrillaga

Mariano Paredes y Arrillaga (Mexico-Stad, 7 januari 1797 - aldaar, 7 september 1849) was een Mexicaans militair en president.
Tijdens de Mexicaanse Onafhankelijkheidsoorlog vocht hij aanvankelijk aan de kant van de Spanjaarden. maar in 1821 liep hij over naar de Mexicaanse zijde. Hij nam deel aan de opstand tegen keizer Agustín de Iturbide. In de jaren dertig en veertig nam hij deel aan verschillende burgeroorlogen en opstanden. Hij steunde aanvankelijk Antonio López de Santa Anna, maar kwam later tegen hem in opstand. Hij was voorstander van een monarchie en deed zelfs toenaderingspogingen tot Spanje om de onafhankelijkheid van Mexico ongedaan te maken.
Terwijl het land feitelijk in een staat van anarchie verkeerde werd hij als leider van de ultraconservatieven op 2 januari 1846 tot president gekozen. Kort daarna brak de Amerikaans-Mexicaanse Oorlog uit. Hij nam geen maatregelen om de Amerikanen te verdrijven. Intussen nam Santa Anna de wapenen op tegen de Amerikanen en op 29 juli werd Paredes afgezet en gearresteerd. Hij werd vrijgelaten toen in 1847 Amerikaanse troepen de hoofdstad hadden bezet.
In 1848 nam hij deel aan een opstand teneinde de regering omver te werpen. De opstandelingen verschansten zich in Guanajuato, maar ze werden door generaal Anastasio Bustamante verdreven. In 1849 maakte hij gebruik van een amnestie om naar Mexico-Stad terug te keren, waar hij enkele maanden later overleed.
- Bibliothèque nationale de France: cb122447355 (data)
- International Standard Name Identifier: 0000 0000 2414 3664
- Library of Congress Control Number: n81068753
- Nederlandse Thesaurus van Auteursnamen: 071986936
- SNAC: w60k28b7
- Virtual International Authority File: 8707995
- WorldCat: E39PBJyGRDyBjRjVx6rM6dR3Qq